# Saint-Germain (Indre-et-Loire)
Pour les articles homonymes, voir Saint-Germain.
Saint-Germain, parfois Saint-Germain-sur-Indre, est une ancienne commune d'Indre-et-Loire, annexée en 1834 par Saint-Jean pour former la nouvelle commune de Saint-Jean-Saint-Germain.

## Toponymie
Dite aussi Saint-Germain-le-Vieil au XVIe siècle, la commune porta provisoirement le nom de Germain au cours de la Révolution française.

## Démographie
| 1793 | 1800 | 1806 | 1821 | 1831 |
| ---- | ---- | ---- | ---- | ---- |
| 181  | 196  | 208  | 207  | 209  |